# アフリカローズウッド
アフリカローズウッドあるいはアフリカキノカリン (Pterocarpus erinaceus) は、西アフリカのサヘル地域に自生する樹木であり、木工の材料として用いられ、薪や薬としても使用されるほか、ほとんど栄養分が失われている農地の土壌を改良する助けになる窒素固定の作用が大きい植物として有用である。様々な呼称があり、バーウッド (barwood)、ムニンガ (muninga)、ヴェネ (vène)、ムクワ (mukwa) などとも呼ばれるが、こうした名称はインドカリン属の他の種を含めて用いられることもある。西アフリカのサバナでは良く見つかるが、近年では減少が著しく、希少なものとなりつつあり、一部では栽培もされている。また、コートジボワールのコモエ国立公園のように、地理的にはサヘルに近いものの2本の大河が近傍を流れている関係で湿度が高い地域では、森の中にも生えている。ナイジェリアのタラバ州クルミでも豊かな植生が見られる。樹木の高さは平均11メートルに達し、樹皮は暗色で鱗状、黄色い花をつける。また、羽根のついた莢の形をした実を結ぶ。アフリカローズウッドは、日射の強いアフリカの平地でよく育ち、長い乾季や、火災にも耐える。
木材としては、黄色味を帯びたものから、バラ色に近い赤色、深い茶色まで、ばらつきがあり、木工の素材として価値があり、また、良質の木炭の材料とも、薪ともなる。この木からは、キノと呼ばれる赤い樹液が得られ、皮革や布の染料として用いられる。マメ科であることから、根には窒素を土壌に戻し、土壌を肥沃にする根粒菌が宿る。こうした植物の存在は、耕地には望ましいことである。葉は家畜類に与える栄養豊富な飼料となる。マリ共和国では、羊の飼料としてアフリカローズウッドの葉への需要が強く、活発な取引市場が成立している。また、本草学的な薬用目的の使用法もいろいろあり、熱冷ましや咳止めとしても用いられる。
アフリカローズウッドは、伝統的にジャンベの胴の素材とされる木材のひとつである。また、バラフォンの音板や、枠組みの一部に用いられる唯一の木材であり、コラのネックに用いられる最も一般的な素材である。
アフリカローズウッドは、19世紀にスコットランド人探検家ムンゴ・パークによってヨーロッパにもたらされた。近年では、過剰伐採、自然破壊、気候変動などによって存続が脅かされている。しかし、この木は生産性が高く、栽培も容易であるため、植林の取り組みが一定の成果を上げている。
上記の他にも、フラニ語で「バニ」(bani)、ザルマ語で「トロ」 (tolo)、セレール語で「バン」(ban) などと呼ばれる。

## ワシントン条約
ローズウッドと総称される他の種とともに、アフリカローズウッドは、2016年のワシントン条約第17回締約国会議における条約附属書の改正によって、2017年1月2日から、国際取引が規制されるようになった。